# Łukasz Konarski
Łukasz Sebastian Konarski (ur. 10 grudnia 1978 w Zawierciu) – polski samorządowiec i urzędnik, z wykształcenia politolog, w latach 2014–2017 wiceprezydent, a w latach 2018–2024 prezydent Zawiercia.

## Życiorys
Absolwent politologii o specjalizacji samorządowej na Uniwersytecie Śląskim. Ukończył także studia podyplomowe z zarządzania w administracji publicznej na Uniwersytecie Ekonomicznym w Krakowie, zarządzania projektami w Wyższej Szkole Zarządzania Marketingowego i Języków Obcych w Katowicach oraz rewitalizacji miast w Szkole Głównej Handlowej, a także międzynarodowe studia Pre MBA organizowane przez Akademię Ekonomiczną w Katowicach i Uniwersytet Techniczny w Brnie.
Działał jako wolontariusz Polskiej Akcji Humanitarnej. Był członkiem Stowarzyszenia „Młodzi Demokraci”, organizując m.in. międzyszkolne debaty oksfordzkie, gry symulacyjne i wakacyjne szkółki językowe dla dzieci i młodzieży. Pracował jako referent w oddziale Agencji Restrukturyzacji i Modernizacji Rolnictwa i w Prokuraturze Rejonowej w Katowicach. W 2006 został wybrany radnym Zawiercia z ramienia KWW Porozumienie Samorządowe Jesteśmy Razem. W 2010 bezskutecznie ubiegał się o reelekcję z ramienia KWW Platformy Samorządowej dla Zawiercia. Od 2008 zatrudniony jako specjalista, potem zastępca kierownika, a od 2012 do 2014 jako kierownik biura Agencji Restrukturyzacji i Modernizacji Rolnictwa w Będzinie. W 2014 z powodzeniem kandydował do rady powiatu zawierciańskiego z ramienia Platformy Obywatelskiej. Został nieetatowym członkiem zarządu powiatu. W latach 2014–2017 był zastępcą prezydenta Zawiercia do spraw społecznych. Został odwołany z powodu różnicy zdań z prezydentem Witoldem Grimem.
W wyborach samorządowych w 2018 kandydował na prezydenta Zawiercia z ramienia KWW Konarski – Zawierciańska odNowa. W pierwszej turze uzyskał 28,0% głosów, zajmując drugie miejsce za ubiegającym się o reelekcję Witoldem Grimem. W drugiej turze zwyciężył, zdobywając 53,7% głosów. Urząd prezydenta objął 21 listopada 2018. Związał się ze Stowarzyszeniem Ruch Społeczny im. Marka Materka, a w 2023 został członkiem zarządu ugrupowania Nowa Demokracja – Tak. W wyborach samorządowych w 2024 nie uzyskał reelekcji, z wynikiem 43,81% głosów przegrywając w drugiej turze z Anną Nemś. Został natomiast wybrany ponownie na radnego Zawiercia.